# Motförhör
Motförhör är i processrätt det förhör av vittne (eller part) som följer, sedan vittnet inledningsvis givits möjlighet att avge en sammanhängande redogörelse för den relevanta händelsen och sedan den part som håller huvudförhöret, det vill säga det förhör som föregår motförhöret, ställt eventuella kompletterande frågor. Hållandet av motförhör kan sägas utgöra en kontroll av om vittnets utsaga under åberopande parts huvudförhör stämmer överens med verkligheten. Till skillnad från vad som gäller vid huvudförhöret får under motförhöret ställas så kallade ledande frågor, det vill säga frågor som kan föranleda vittnet att svara på visst sätt.   
Som huvudregel hålles motförhöret av icke åberopande part, det vill säga den part som inte åberopat vittnet i bevishänseende. Det finns dock vissa undantag från denna regel. Rätten, vanligen genom dess ordförande, håller lämpligen motförhöret i de situationer den part som normalt skulle göra detta inte är närvarande eller saknar ombud och inte själv har förmåga att hålla ett förhör. 
För situationen att rätten låtit motparten, icke åberopande part, ta över huvudförhöret, hålles motförhöret istället av den part som åberopat vittnet.